# Єссей

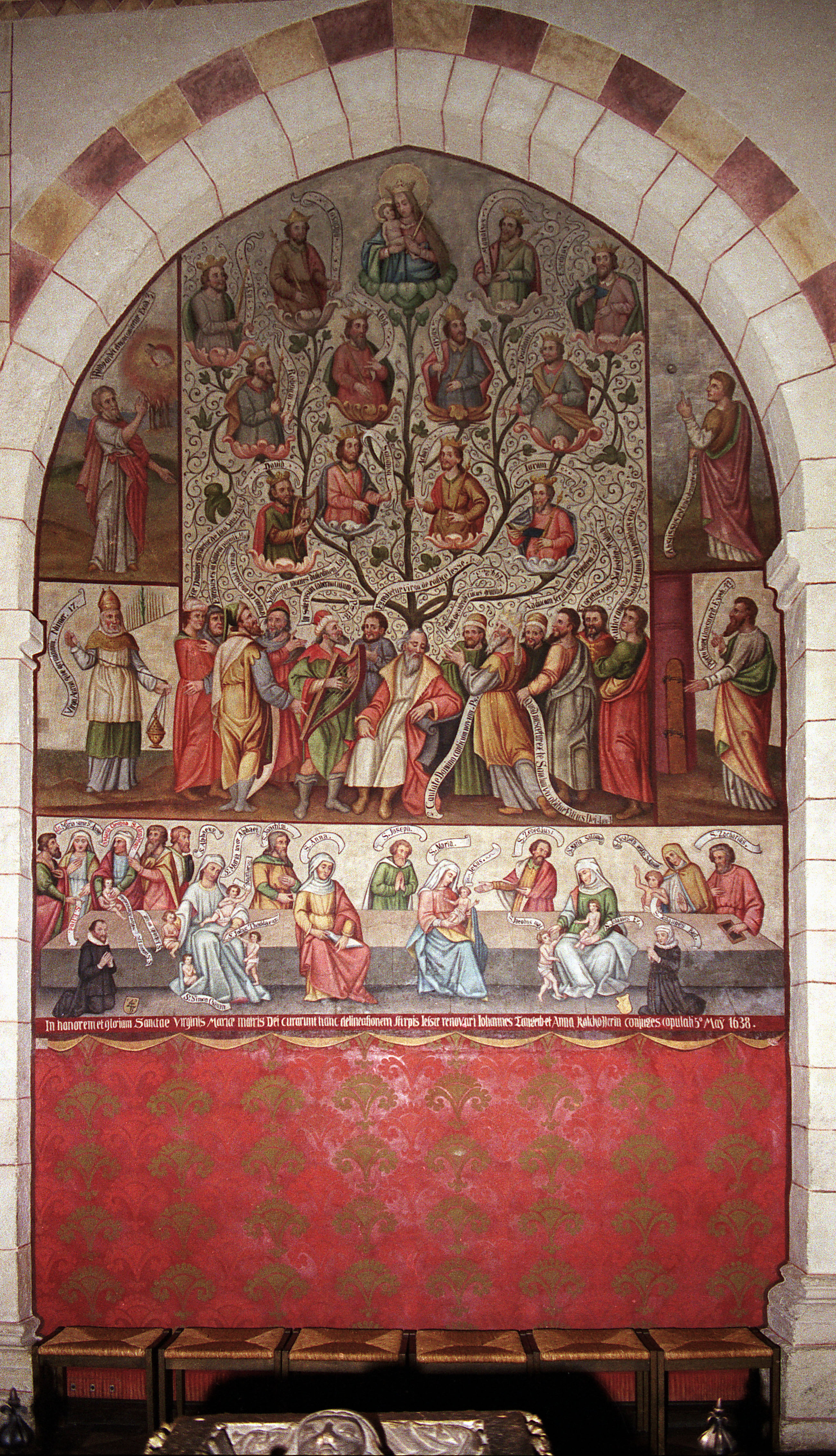
Коріння Єсея у Соборі Лімбурга на Лані.

Єссе́й (івр. ישי, Іша́й) — батько царя Давида (Мт. 1:6).
Єссей походив із древнього юдейського роду, був сином Оведа й онуком Боаза та моавитянки Рут, жив у Вифлеємі (Рут. 4:22). У нього було велике сімейство, яке складалося з кількох синів; молодшим з них був Давид (1 Сам. 16:1-23). За першою книгою Книгою Самуїла він мав 7 синів, а згідно з Першою книгою хроніки  - сім синів та дві дочки (1 Хр. 2:13-16). Єссея відвідав пророк Самуїл і помазав його сина Давида на царство при живому царя Саулі. Після конфлікту Давида з Саулом, Єссей  змушений був утекти до  моавського царя .

## Дерево Єссея
Деревом Єссея, чи Корінням Єссея зображають родовід Ісуса Христа у вигляді дерева, що виростає з фігури Єссея — батька царя Давида.  Тим мається на увазі сказане про  Месію, справедливого суддю та рятівника бідних у Книзі пророка Ісаї — «І вийде паросток із пня Єссея, і гілка виросте з його коріння».